# Ministerio de Cultura de Lituania
El Ministerio de Cultura de Lituania (en lituano: Lietuvos Respublikos kultūrubio ministerija) es un organismo gubernamental de la República de Lituania con sede en Vilna. 
Su misión es formular y aplicar políticas culturales del Estado para el arte profesional y amateur, teatro, música, artes plásticas, cine, museos, bibliotecas y publicaciones escritas así como proteger los intereses, los derechos de autor y los valores culturales. 
El Ministerio otorga el premio Nacional de Lituania a los éxitos logrados en las artes y la cultura, y el premio Martynas Mižvydas para la investigación académica. 

## Funciones
El Ministerio de Cultura lleva a cabo las siguientes funciones en el marco de la legislación de Lituania: 
- Redacción de la legislación relativa a las actividades culturales;
- Redacción conceptos y programas que apoyan el desarrollo de varias formas de arte, y la coordinación de su ejecución;
- La asignación de fondo a los museos, bibliotecas y organizaciones que apoyan las artes musicales y el rendimiento visual
- Actividades a favor de los derechos de autor y derechos conexos de coordinación;
- Coordinación de la política estatal de información pública;
- Aseguramiento de la contabilidad de, y protección de los valores culturales;
- Desarrollo e implementación de programas culturales internacionales y la redacción de acuerdos internacionales relativos a estos programas;
- Inicio de las estrategias regionales de desarrollo cultural.